# 庫班攻勢
库班攻势，也称为第二次库班战役，是俄罗斯内战期间白军和红军之间的战斗。白军尽管在兵力和火炮方面都处于劣势，但还是取得了重要胜利。  1918 年 8 月他们夺取了叶卡捷琳诺达尔和新罗西斯克，以及库班西部。 1918 年末，他们夺取了迈科普、阿马维尔和斯塔夫罗波尔，并将他们的势力扩展到整个库班地区